# 479 (tal)
479 är det naturliga talet som följer 478 och som följs av 480.

## Inom vetenskapen
- 479 Caprera, en asteroid.

## Inom matematiken
- 479 är ett udda tal.
- 479 är ett primtal.[1]